# Manfreda longibracteata
Manfreda longibracteata är en sparrisväxtart som beskrevs av Verh.-will. Manfreda longibracteata ingår i släktet Manfreda och familjen sparrisväxter. Inga underarter finns listade i Catalogue of Life.